# Mariaba convoluta
Mariaba convoluta är en fjärilsart som beskrevs av Walker 1866. Mariaba convoluta ingår i släktet Mariaba och familjen mätare. Inga underarter finns listade i Catalogue of Life.